# Bodó György (labdarúgó)
Bodó György (Alsóvisó, 1923 – 2004[forrás?]) román válogatott labdarúgó, fedezet.

## Pályafutása

### Klubcsapatban
1946 és 1956 között 189 alkalommal szerepelt az élvonalban a Nagyváradi AC csapatában és 35 gólt szerzett. Tagja volt az 1948–49-es idényben bajnokságot nyert csapatnak.

### A román válogatottban
1948 és 1952 között nyolc alkalommal szerepelt a román válogatottban és két gólt szerzett.

## Sikerei, díjai
- Román bajnokság
  - bajnok: 1948–49
  - 3.: 1951
- Román kupa
  - győztes: 1956
  - döntős: 1955